# Рыгдылон, Эрдэмто Ринчинович
Эрдэмто́ Ринчи́нович Рыгдыло́н (10 октября 1906, Кусоты, Бурятия — 24 апреля 1957, Иркутск) — советский учёный-востоковед, историк, археолог, филолог, кандидат исторических наук (1946).

## Биография
Эрдэмто Рыгдылон родился 10 ноября 1906 года в семье учителя в улусе Кусота (современный Хилокский район Забайкальского края).
Рано осиротел. В 1926 году закончил семилетнюю школу в селе Агинское, после поступил в Бурят-монгольский педагогический техникум.
После окончания техникума Эрдэмто должен был преподавать в школе, но вместо этого он был направлен учиться на Монгольское отделение Ленинградского восточного института.
Во время учёбы проходил языковую практику в Монголии в 1931—1932 годах.
В Восточном институте Э. Рыгдылон под руководством монголоведа, будущего академика Сергея Андреевича Козина исследовал «Алтан тобчи» — «Чингисханову Золотую летопись».
В 1934 году он, закончив учёбу, получает диплом и поступает в аспирантуру Государственной академии истории материальной культуры.
В 1935—1936 гг. Эрдэмто Рыгдылон провел раскопки памятников эпохи от бронзы до средневековья на территории Бурят-Монгольской АССР.
В 1936 году Эрдэмто закончил работу над кандидатской диссертацией «Монгольские летописные источники по истории монголов конца XII века».
За время учёбы в Ленинграде он женился на своей сокурснице по Бурят-монгольскому педтехникуму.
В январе 1938 году Э.Рыгдылон становится научным сотрудником Института истории материальной культуры АН СССР.
Но в СССР начался период массовых репрессий и карьера молодого ученого была на время прервана. В 1937 году Рыгдылон был исключён из партии, в апреле 1938 года арестован как националист и японский шпион, был осужден и отправлен в лагеря ГУЛАГа.
В апреле 1941 года Эрдэмто Рыгдылон был освобождён и направлен на лечение в Татарскую АССР.
Началась Великая Отечественная война и в декабре 1941 года Эрдэмто был мобилизован на фронт. По другим данным — он воевал в штрафном батальоне, и «вину свою искупил кровью» подо Ржевом. В боях под этим городом он получил свое первое ранение.
После второго тяжелого ранения Рыгдылон был демобилизован из армии и в октябре 1944 года был направлен на работу в Красноярский педагогический институт.
Здесь он читает лекции по истории Востока. Одновременно Эрдэмто работает в отделе археологии Красноярского краеведческого музея.
Здесь особое внимание Эрдэмто Ринчинович уделял работе со школьниками. Он привлекал к научной работе учеников школ края и их учителей. В 1946 году Рыгдылон стал одним из педагогов красноярского Дома пионеров и организовал кружок юных археологов.
Вместе со своими студентами и школьниками из кружка Рыгдылон исследовал множество исторических памятников вокруг Красноярска. Археологические работы велись на Афонтовой и Караульной горах, на стоянках Кача, Военный городок, Базаиха, Змеином и Ладейском городищах, в Такмаковской и Монастырской пещерах.
Э. Р. Рыгдылон основал первую в Красноярске кафедру всеобщей истории, которая в августе 1946 году была открыта на историческом факультете пединститута.
Стоит добавить, что Эрдэмто был единственным красноярским археологом, который мог читать средневековые монгольские тексты и переводить енисейскую рунику.
После войны Эрдэмто возвращается в Ленинград с цель защитить наконец-то диссертацию, которую закончил ещё в 1936 году.
31 мая 1946 года он успешно защищает диссертацию. В своем отзыве на работу своего ученика академик С. А. Козин написал: «Он нашёл себя, и дальнейший научный рост диссертанта совершенно обеспечен». Отмечали защиту историки-востоковеды на квартире Анны Ахматовой.
В ноябре 1947 года Эрдэмто Рыгдылон получает аттестат доцента и диплом кандидата наук. Однако вернуться в Красноярск не удалось: Эрдэмто был отправлен в административную ссылку в Минусинск, где устроился научным сотрудником в местном краеведческом музее.
В 1954 году Эрдэмто Рыгдылон начал работать в Иркутском государственном университете.
Умер Эрдэмто Ринчинович Рыгдылон 24 апреля 1957 года в городе Иркутске.
Посмертно был реабилитирован в 1959 году.

## Основные труды
- «К древнетюркским рунам Прибайкалья» (1953)
- «Остатки монгольской надписи в Бухтарминской пещере» (1953)
- «Топонимические этюды» (1955)
- «Подкунинская руническая надпись» (1956)
- «Монгольские надписи на Енисее» (1957)
- "О монгольском термине «онгубол» (1958)
- «Г. Ц. Цыбиков как филолог» (1958)[4]

## Память
10 ноября 2016 года в городе Улан-Удэ прошла в Музее истории Бурятии открылась выставка, посвящённая первому бурятскому археологу Эрдэмто Ринчиновичу Рыгдылону.